# Cyrtandra behrmanniana
Cyrtandra behrmanniana är en tvåhjärtbladig växtart som beskrevs av Rudolf Schlechter. Cyrtandra behrmanniana ingår i släktet Cyrtandra och familjen Gesneriaceae. Inga underarter finns listade i Catalogue of Life.